# Else Alfelt
Else Alfelt (16 septembre 1910, Copenhague - 9 août 1974) est une peintre surréaliste danoise.

## Biographie
Elle a participé au mouvement Cobra dans les années 1940.